# Moraga elàstica
La moraga elàstica (Helvella elastica) és una espècie de fong ascomicot de l'ordre dels pezizals (Pezizales). És una moraga del grup de les orelles de gat, semblant a l'orella de gat blanca però de barret ocraci i peu blanc, sense solcs.